# Márton Fülöp
Márton Fülöp, ˈmaːrton ˈfyløp (Budapest, 3 maggio 1983 – Budapest, 12 novembre 2015), è stato un calciatore ungherese, di ruolo portiere.

## Carriera

### Club

#### Tottenham Hotspur
Dopo alcuni anni trascorsi nel campionato magiaro, nell'estate 2004 Fülöp si trasferisce dall'MTK Hungaria dopo un positivo periodo di prova con il club. Nella stagione 2004-05 va in prestito mensile al Chesterfield, prestito poi esteso fino alla fine della stagione. Gioca sette partite con gli Spireites, prima di essere richiamato dagli Spurs per fare da secondo a Radek Černý, a causa dell'infortunio di Paul Robinson. Nell'ottobre 2005 si trasferisce al Coventry in prestito per tre mesi, ma il suo prestito viene prolungato per tutta la Football League Championship 2005-06, diventando primo portiere nel club di Coventry. Fino ad allora, al Tottenham, non aveva collezionato neanche una presenza ufficiale, ma contava sedici panchine e 9 partite con la squadra delle riserve.
All'inizio del 2006 dichiara di non voler rimanere al Tottenham, poiché sarebbe stato difficile per lui giocare con continuità restando secondo ad uno come Robinson. Per questo esprime la propria volontà di trasferirsi in pianta stabile al Coventry, ma rimane comunque a White Hart Lane. Nel novembre 2006 firma per un altro prestito mensile al Sunderland, sperando però di potersi accasare definitivamente allo Stadium of Light nel mercato di gennaio.

#### Sunderland e prestiti
Fülöp debutta ufficialmente con la maglia dei Black Cats il 9 dicembre 2006 nella vittoria per 2-1 sul Luton. A dicembre, Fülöp dichiara di voler rimanere permanentemente a Sunderland; il suo contratto d'acquisto da parte del club bianco-rosso viene ufficializzato il 2 gennaio 2007. L'accordo prevedeva la cessione del portiere ungherese al club che allora militava in Championship in cambio di 900.000£ più la cessione agli Spurs di Ben Alnwick.
Fülöp firma un contratto per un prestito annuale al Leicester il 16 agosto 2007, debuttando con la divisa bianco-blu delle Foxes due giorni dopo, in un 2-2 contro il Crystal Palace. Il 1º settembre, il portiere si mette in mostra in una serie di fantastiche parate all'Home Park di Plymouth che permettono al club del Leicestershire di ottenere lo 0-0 e così 1 punto in una partita che sembrava destinata a dare i 3 punti della vittoria ai bianco-verdi. Questa sarebbe stata solo la prima di una serie di grandi performance da parte dell'estremo difensore di Budapest. Il 26 settembre ripete le sue spettacolari parate contribuendo ad un'inaspettata vittoria del club contro l'Aston Villa in League Cup. Viene per due volte incluso negli "undici" della settimana della Championship, il 1º e il 22 ottobre.
Fülöp firma un'altra grande partita sempre in League Cup contro il Chelsea il 31 ottobre, negando per due volte la gioia del gol al Claudio Pizarro e riuscendo a deviare una gran conclusione di Scott Sinclair sulla traversa, ma non riuscendo ad evitare il 4-3 finale che elimina il suo club dalla competizione al quarto turno. Il suo stato di forma nella prima metà della stagione spinge i dirigenti del Leicester a cercare di riscattarlo nel mercato di gennaio, forte delle dichiarazioni del portiere a Sky Sports riguardo alla sua volontà di diventare a tutti gli effetti un giocatore dei bianco-blu. Il 29 dicembre il Leicester presenta al Sunderland un'offerta d'acquisto per riscattare il portiere e anche per acquistare Graham Kavanagh. Rifiutata l'offerta, Fülöp gioca la sua ultima partita con la maglia delle Foxes il 29 dicembre 2007, in un 1-1 casalingo contro il Charlton.
Il 31 dicembre, terminato il prestito, Fülöp viene richiamato al Sunderland. Il 4 gennaio 2008, l'allora manager del Leicester Ian Holloway accusa pubblicamente il manager dei Black Cats Roy Keane di essere avido e geloso per aver rifiutato la propria offerta per il giocatore. Infatti in totale era stato offerto 1 milione di sterline, contro i 3 richiesti dall'allenatore irlandese. Holloway aveva rifiutato di pagare più di 1 milione, eliminando ogni speranza per Fülöp di rimanere a Leicester. Il portiere ungherese, infatti, dichiara il 25 gennaio di essere scontento per essere stato richiamato alla corte di Roy Keane, e che avrebbe preferito essere al Walkers Stadium.
Il 22 febbraio 2008, Fülöp viene mandato in prestito allo Stoke, ma viene richiamato al Sunderland appena 4 giorni dopo per fare da secondo a Craig Gordon, a causa dell'infortunio di Darren Ward, giocando nella gara finale di campionato contro l'Arsenal. Lo Stoke offre per lui 1,7 milioni di sterline al Sunderland a giugno per tenere il giocatore, ma l'offerta viene rifiutata; a luglio, però, i club si accordano sulla cifra di 3 milioni per il trasferimento. Trasferimento che però salta prima ancora di concretizzarsi, perché con l'acquisto da parte dello Stoke a parametro zero del portiere danese Thomas Sørensen, vengono meno per l'ungherese le possibilità di giocare titolare, e, d'accordo con il proprio agente, Fülöp rifiuta il trasferimento. Con Ward ancora infortunato e l'infortunio del primo portiere Gordon, a Fülöp si presenta l'occasione di poter giocare titolare, e debutta del secondo derby Tyne-Wear contro il Newcastle nel febbraio 2009. A partire da questa partita, Fülöp gioca regolarmente, mettendo in fila una dietro l'altra grandi prestazioni, che permettono al Sunderland di rimanere in Premier anche per la stagione successiva, che comincia ancora una volta con le grandi parate di Fülöp a permettere una vittoria per 1-0 contro il Bolton al Reebok Stadium.
Fülöp si trasferisce al Manchester City verso la fine della stagione, il 27 aprile 2010. Il trasferimento è con la formula del prestito, ed è dovuto ad un'emergenza. La FA, infatti, concede ai Citiziens un intervento sul mercato fuori dal periodo consentito a causa di un contemporaneo infortunio di tre dei quattro portieri: l'irlandese Shay Given si era infortunato contro l'Arsenal alla spalla, mentre il secondo ed il terzo portiere, l'inglese Stuart Taylor ed il colombiano David González Giraldo, erano già precedentemente infortunati. L'unico portiere disponibile era il faroese Gunnar Nielsen, ma dato che bisogna avere almeno due portieri in rosa, il Manchester City viene autorizzato ad operare sul mercato e acquista Fülöp che gioca subito il 1º maggio 2010 nel 3-1 vittorioso all'Aston Villa al City of Manchester.

#### Ipswich Town
Il 2 agosto 2010, l'Ipswich Town dell'ex-tecnico del Sunderland Roy Keane ufficializza il proprio accordo con il Sunderland per il trasferimento di Fülöp a Portman Road. Il 5 agosto, dopo le visite mediche, il passaggio del portiere ungherese nel Suffolk diventa ufficiale.

#### West Bromwich Albion, Asteras Tripolis e la morte
Il 6 agosto 2011 si trasferisce al West Bromwich Albion dopo aver firmato un contratto annuale. Il 15 luglio 2012, dopo essere rimasto svincolato, si accorda per due anni con l'Asteras Tripolis. Nell'estate del 2013 viene operato per rimuovere un tumore maligno al braccio ma, nonostante le cure e la speranza di poter tornare a giocare, il 12 novembre 2015 muore dopo due anni di malattia.

### Nazionale
Dopo aver firmato per il Tottenham, Fülöp debutta ufficialmente per l'Ungheria, entrando nel secondo tempo di un'amichevole contro la Francia e riuscendo a non subire gol, nonostante la sconfitta finale per 2-1. Gioca anche alcune partite con l'Under-21, presenze che si aggiungono alle 10 che aveva collezionato già prima del passaggio in Inghilterra.
Dopo questa partita, Fülöp non viene più convocato per due anni, fino al settembre 2007, quando porta a casa la quinta e sesta presenza in nazionale maggiore contro Bosnia ed Erzegovina e Turchia durante le qualificazioni per Euro 2008. Mantiene inviolata la porta magiara contro Malta e Polonia il 13 e il 17 ottobre, ma concede tre reti alla Moldavia il 17 novembre. Nell'ultima partita delle qualificazioni per Euro 2008, poi, concede altri due gol alla Grecia, con l'Ungheria che perde in casa per 2-1. Con questa ultima partita, l'Ungheria finisce terzultima nel gruppo C con 12 punti, mentre Grecia e Turchia centrano la qualificazione alla fase finale della manifestazione.
Successivamente gioca altre 13 gare (la maggior parte amichevoli) in quanto diviene secondo di Gábor Király, l'ultima di queste nel 2011. Complessivamente ha disputato 24 gare in Nazionale subendo 29 reti.

## Morte
Si spegne nella sua città natia il 12 novembre 2015 all'età di 32 anni, dopo che gli era stato diagnosticato un cancro nel 2013.
Era figlio dell'ex calciatore Ferenc Fülöp.

## Statistiche

### Cronologia presenze e reti in Nazionale
| Cronologia completa delle presenze e delle reti in nazionale ― Ungheria | Cronologia completa delle presenze e delle reti in nazionale ― Ungheria | Cronologia completa delle presenze e delle reti in nazionale ― Ungheria | Cronologia completa delle presenze e delle reti in nazionale ― Ungheria | Cronologia completa delle presenze e delle reti in nazionale ― Ungheria | Cronologia completa delle presenze e delle reti in nazionale ― Ungheria | Cronologia completa delle presenze e delle reti in nazionale ― Ungheria | Cronologia completa delle presenze e delle reti in nazionale ― Ungheria |
| Data                                                                    | Città                                                                   | In casa                                                                 | Risultato                                                               | Ospiti                                                                  | Competizione                                                            | Reti                                                                    | Note                                                                    |
| ----------------------------------------------------------------------- | ----------------------------------------------------------------------- | ----------------------------------------------------------------------- | ----------------------------------------------------------------------- | ----------------------------------------------------------------------- | ----------------------------------------------------------------------- | ----------------------------------------------------------------------- | ----------------------------------------------------------------------- |
| 31-5-2005                                                               | Metz                                                                    | Francia                                                                 | 2 – 1                                                                   | Ungheria                                                                | Amichevole                                                              | -                                                                       | 46’                                                                     |
| 16-8-2006                                                               | Graz                                                                    | Austria                                                                 | 1 – 2                                                                   | Ungheria                                                                | Amichevole                                                              | -1                                                                      | 46’                                                                     |
| 7-2-2007                                                                | Limassol                                                                | Ungheria                                                                | 2 – 0                                                                   | Lettonia                                                                | Amichevole                                                              | -                                                                       |                                                                         |
| 24-3-2007                                                               | Podgorica                                                               | Montenegro                                                              | 2 – 1                                                                   | Ungheria                                                                | Amichevole                                                              | -2                                                                      | 46’                                                                     |
| 22-8-2007                                                               | Budapest                                                                | Ungheria                                                                | 3 – 1                                                                   | Italia                                                                  | Amichevole                                                              | -1                                                                      |                                                                         |
| 8-9-2007                                                                | Székesfehérvár                                                          | Ungheria                                                                | 1 – 0                                                                   | Bosnia ed Erzegovina                                                    | Qual. Euro 2008                                                         | -                                                                       |                                                                         |
| 12-9-2007                                                               | Istanbul                                                                | Turchia                                                                 | 3 – 0                                                                   | Ungheria                                                                | Qual. Euro 2008                                                         | -1                                                                      | 72’                                                                     |
| 13-10-2007                                                              | Budapest                                                                | Ungheria                                                                | 2 – 0                                                                   | Malta                                                                   | Qual. Euro 2008                                                         | -                                                                       |                                                                         |
| 17-10-2007                                                              | Łódź                                                                    | Polonia                                                                 | 0 – 1                                                                   | Ungheria                                                                | Amichevole                                                              | -                                                                       |                                                                         |
| 17-11-2007                                                              | Chișinău                                                                | Moldavia                                                                | 3 – 0                                                                   | Ungheria                                                                | Qual. Euro 2008                                                         | -3                                                                      | 84’                                                                     |
| 21-11-2007                                                              | Budapest                                                                | Ungheria                                                                | 1 – 2                                                                   | Grecia                                                                  | Qual. Euro 2008                                                         | -2                                                                      |                                                                         |
| 6-2-2008                                                                | Limassol                                                                | Ungheria                                                                | 1 – 1                                                                   | Slovacchia                                                              | Amichevole                                                              | -1                                                                      |                                                                         |
| 26-3-2008                                                               | Zalaegerszeg                                                            | Ungheria                                                                | 0 – 1                                                                   | Slovenia                                                                | Amichevole                                                              | -1                                                                      |                                                                         |
| 24-5-2008                                                               | Budapest                                                                | Ungheria                                                                | 3 – 2                                                                   | Grecia                                                                  | Amichevole                                                              | -2                                                                      |                                                                         |
| 31-5-2008                                                               | Budapest                                                                | Ungheria                                                                | 1 – 1                                                                   | Croazia                                                                 | Amichevole                                                              | -1                                                                      |                                                                         |
| 11-10-2008                                                              | Budapest                                                                | Ungheria                                                                | 2 – 0                                                                   | Albania                                                                 | Qual. Mondiali 2010                                                     | -                                                                       |                                                                         |
| 15-10-2008                                                              | Ta' Qali                                                                | Malta                                                                   | 0 – 1                                                                   | Ungheria                                                                | Qual. Mondiali 2010                                                     | -                                                                       |                                                                         |
| 11-2-2009                                                               | Tel Aviv                                                                | Israele                                                                 | 1 – 0                                                                   | Ungheria                                                                | Amichevole                                                              | -1                                                                      |                                                                         |
| 1-4-2009                                                                | Budapest                                                                | Ungheria                                                                | 3 – 0                                                                   | Malta                                                                   | Qual. Mondiali 2010                                                     | -                                                                       |                                                                         |
| 14-11-2009                                                              | Gent                                                                    | Belgio                                                                  | 3 – 0                                                                   | Ungheria                                                                | Amichevole                                                              | -2                                                                      | 46’                                                                     |
| 5-6-2010                                                                | Amsterdam                                                               | Paesi Bassi                                                             | 6 – 1                                                                   | Ungheria                                                                | Amichevole                                                              | -6                                                                      |                                                                         |
| 17-11-2010                                                              | Székesfehérvár                                                          | Ungheria                                                                | 2 – 0                                                                   | Lituania                                                                | Amichevole                                                              | -                                                                       |                                                                         |
| 9-2-2011                                                                | Dubai                                                                   | Azerbaigian                                                             | 0 – 2                                                                   | Ungheria                                                                | Amichevole                                                              | -                                                                       | 46’                                                                     |
| 29-3-2011                                                               | Amsterdam                                                               | Paesi Bassi                                                             | 5 – 3                                                                   | Ungheria                                                                | Qual. Euro 2012                                                         | -5                                                                      |                                                                         |
| Totale                                                                  |                                                                         | Presenze                                                                | 24                                                                      |                                                                         | Reti                                                                    | -29                                                                     |                                                                         |

## Palmarès
- Football League Championship: 1

Sunderland Association Football Club, 2006-07